# Leskeella tectorum
Leskeella tectorum là một loài Rêu trong họ Leskeaceae. Loài này được (Funck ex Brid.) I. Hagen mô tả khoa học đầu tiên năm 1909.